# Scutasteridae
De Scutasteridae zijn een familie van uitgestorven zee-egels (Echinoidea) uit de orde Clypeasteroida.

## Geslachten
- Scutaster Pack, 1909 †